# Ур (приток Зауэра)
Ур (нем. Our) — река, протекает по территории Германии (земле Рейнланд-Пфальц), Бельгии и Люксембурга. Левый приток Зауэра. Длина реки — 96,11 км. Площадь водосбора реки — 1235 км², из которых на бельгийскую территорию приходится 290 км².

## География
Начинается в восточных Арденнах на высоте 643 метра над уровнем моря у деревни Лосхейм. Сначала течет вдоль бельгийско-немецкой границы, затем образует немецко-люксембургскую (за исключением небольшого участка в районе Виандена). При этом, в отличие от стандартной практики, когда граница проходит по фарватеру реки, на этом участке Ур по всей ширине находится в совместном владении стран. С 50 по 20 (от устья) километр протекает по полуестественной долине, используемой в сельском хозяйстве. Впадает в Зауэр на высоте 177 метров над уровнем моря. Уклон русла реки в Люксембурге — 2,6 ‰. Расход воды у Виандена — 9 м³/с.
Основные притоки на территории Бельгии — Голвендербах, Браунлауф, Ульф (все — правые).

## Фауна
Река пригодна для размножения лосося, однако его популяция вымерла в середине XX века. Осуществляется программа по её восстановлению: 1992 по 2004 год в Зауэр и Ур было выпущено в общей сложности 295 050 молоди лососей. Нересту угря в реке препятствует плотина ГЭС Вианден.